# Schismus
Schismus is een geslacht uit de grassenfamilie (Poaceae). De soorten van dit geslacht komen voor in vrijwel de gehele wereld.

## Soorten
Van het geslacht zijn de volgende soorten bekend: 
- Schismus arabicus
- Schismus aristulatus
- Schismus barbatus
- Schismus brevifolius
- Schismus calycinus
- Schismus fasciculatus
- Schismus gouani
- Schismus hirsutus
- Schismus inermis
- Schismus koelerioides
- Schismus marginatus
- Schismus minutus
- Schismus ovalis
- Schismus patens
- Schismus perennis
- Schismus pleuropogon
- Schismus scaberrimus
- Schismus spectabilis
- Schismus tenuis
- Schismus villarsii